# Lução
Lução (em castelhano: Luzón; em inglês: Luzon) é a maior ilha das Filipinas, com 104 688 km² (a 17.ª maior do mundo) e é também o nome de um grupo de ilhas daquele país. Na ilha se localiza Manila, a capital do país. O seu ponto mais alto é o monte Pulag com 2 966 m de altitude. Tem cerca de 49 milhões de habitantes, o que a torna na 4.ª ilha mais habitada do mundo.
O nome é de origem portuguesa, Luções, que os exploradores portugueses no Sudeste Asiático usaram para se referir a um dos grupos étnicos que ocuparam a ilha, no início do século XVI.
Foi na ilha que foi encontrada, em 2007, uma nova espécie de hominídeo, denominada Homo luzonensis, com sério impacto sobre nosso entendimento da capacidade dos nossos antepassados em se deslocarem sobre águas marítimas com correntes.

## Caldeira Apolaki
Um grupo de cientistas descobriu em 2019 um grande bloco ígneo a leste da ilha de Lução, localizada no fundo do mar das Filipinas. Trata-se da maior caldeira vulcânica conhecida da Terra.
Foi batizada de caldeira Apolaki, que significa “senhor gigante” em filipino e é o deus mítico do Sol e da Guerra.
A caldeira tem um diâmetro de, aproximadamente, 150 quilómetros, duas vezes o tamanho da caldeira de Yellowstone.

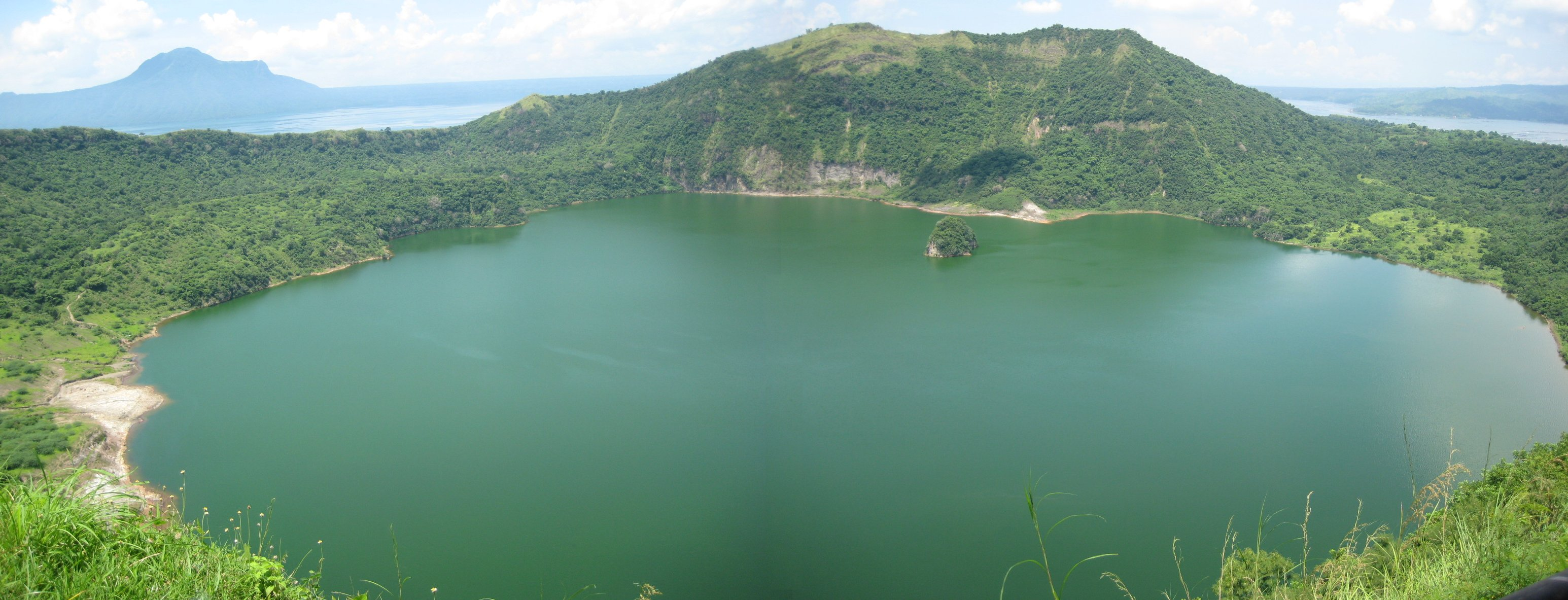
O lago Taal é um lago de água doce na província de Batangas, na ilha de Lução